# Wojciech Wielicki
Wojciech Wielicki herbu Junosza – sędzia sandomierski w latach 1582-1587, pisarz sandomierski w latach 1577-1580.
Wybrany w 1587 roku sędzią kapturowym z powiatu sandomierskiego województwa sandomierskiego.